# Poiana (geslacht)
Poiana is een geslacht van zoogdieren uit de  familie van de civetkatachtigen (Viverridae). De wetenschappelijke naam van het geslacht werd in 1865 gepubliceerd door John Edward Gray.

## Soorten
Er worden 2 soorten in dit geslacht geplaatst:
- Poiana leightoni Pocock, 1908
- Poiana richardsonii (T. R. H. Thomson, 1842) – Afrikaanse linsang